# Complejo sinaptonémico

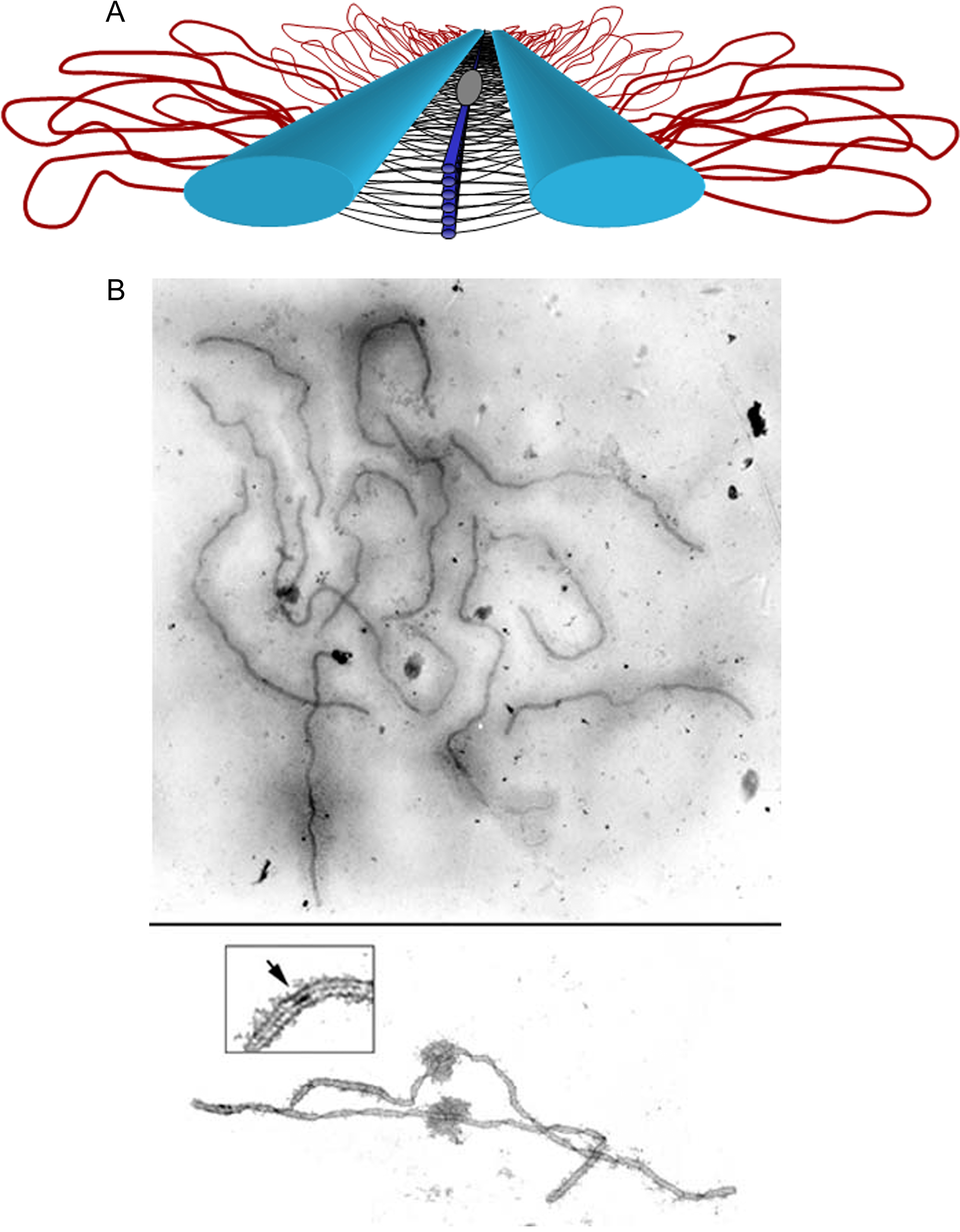
(A) Representación del complejo sinaptonémico. (B) Micrografía en la que se muestra el complejo sinaptonémico.

El complejo sinaptonémico, también denominado complejo sinaptinémico, es una estructura proteica formada por dos elementos laterales, uno central y filamentos transversos que se van cerrando a modo de cremallera y que garantiza el perfecto apareamiento entre cromosomas homólogos durante la fase de zigoteno, manteniéndose durante toda la fase del paquiteno y posteriormente desensamblase durante el diploteno de la primera división meiótica. El Complejo Sinaptonémico mantiene a los cromosomas homólogos unidos y alineados el uno con el otro para la formación de los quiasmas en la recombinación que se realiza durante la posterior fase llamada paquiteno. En dicho apareamiento también está implicada la secuencia de genes de cada cromosoma, que evita el apareamiento entre no homólogos. El complejo sinaptonémico se une a la cromatina por las regiones de asociación específica (SARs). Los elementos laterales están constituidos por proteínas como la Sinaptonemal Complex 2 (SYCP2), Synaptonemal Complex 3 (SYCP3) así como de cohesínas meiosis específicas como la SMC1 beta, Rec8, STAG3, SMC3. El elemento central está conformado por las proteínas SYCE1, SYCE2, SYCE3, TEX 12 y la C14ORF39/SIX6OS1. Los filamentos transversos están conformados por la SYCP1 la cual tiene su porción amino terminal hacia la zona central y la porción carboxilo terminal dirigidos hacia los elementos laterales.  